# カジアド (カウンティ)
カジアド（スワヒリ語: Wilaya ya Kajiado）は、ケニア西部の旧リフトバレー州最南部のカウンティ。
中心都市はカジアドで、最大都市はンゴング。
面積は2万1292.7km2で、2009年の人口は68万7312人、人口密度は32.3人/km2。

## 人口
- 1979年8月24日：14万9005人
- 1989年8月24日：25万8659人
- 1999年8月24日：40万6054人
- 2009年8月24日：68万7312人[1]

## 隣接カウンティ
- 北：キアンブ (カウンティ)
- 北：ナイロビ (カウンティ)
- 北東：マチャコス (カウンティ)
- 東：マクエニ (カウンティ)
- 南東：タイタ＝タヴェタ
- 南：キリマンジャロ州
- 南西：アルーシャ州
- 西：ナロク (カウンティ)
- 北西：ナクル (カウンティ)

## 主要都市
- ンゴング（英語版）：10万4073人
- キテンジェラ（英語版）：5万8167人
- カジアド（英語版）：1万4631人(中心都市)

## 指標
| 項目             | %    |
| ---------------- | ---- |
| 識字率           | 55.4 |
| 15～18歳の通学率 | 44.9 |
| 舗装道路率       | 5.9  |
| 良好道路率       | 38.4 |
| 電力普及率       | 39.8 |

 Source: USAid Kenya

## ナイロビ首都圏

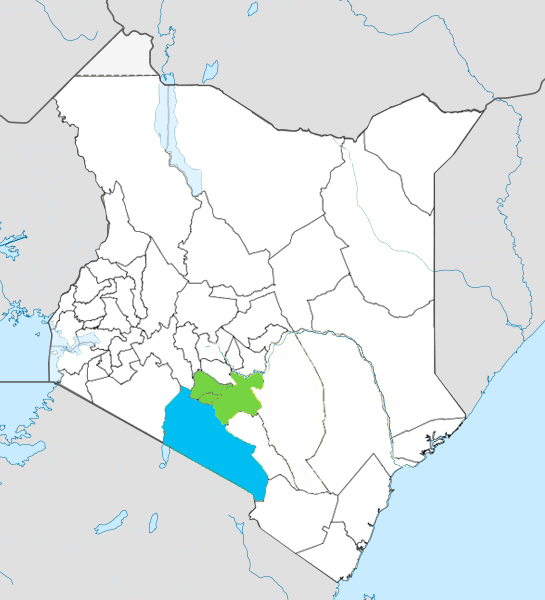
青のカジアド (カウンティ)と緑のナイロビ首都圏

ナイロビ首都圏はナイロビを中心とする4つのカウンティから成り、国内の富の約60%を生産する。
| 地区名     | カウンティ     | 面積(km2) | 2009年の人口 | 都市                                                              |
| ---------- | -------------- | --------- | ------------ | ----------------------------------------------------------------- |
| 首都圏中央 | ナイロビ       | 694.9     | 3,138,369    | ナイロビ                                                          |
| 首都圏北部 | キアンブ       | 2,449.2   | 1,623,282    | キアンブ・ シカ (ケニア)・リムル・ルイル・カルリ・キクユ (ケニア) |
| 首都圏南部 | カジアド       | 21,292.7  | 687,312      | カジアド・ ンゴング・キテンジェラ・キセリアン・オンガタ・ロンガイ |
| 首都圏東部 | マチャコス     | 5,952.9   | 1,098,584    | カングンド・タラ (ケニア)・マチャコス                             |
| 全体       | ナイロビ首都圏 | 30,389.7  | 6,547,547    |                                                                   |

 Source: NairobiMetro/ Kenya Census

## 指標

### ナイロビ首都圏

#### 都市化率
| カウンティ | %    |
| ---------- | ---- |
| ナイロビ   | 100  |
| キアンブ   | 60.8 |
| マチャコス | 52   |
| カジアド   | 41.4 |
| ケニア平均 | 32.3 |

 Source: OpenDataKenya

#### 貧困率
| カウンティ | %    |
| ---------- | ---- |
| カジアド   | 11.6 |
| キアンブ   | 21.8 |
| ナイロビ   | 22   |
| マチャコス | 59.6 |
| ケニア平均 | 45.9 |

 Source: OpenDataKenya Worldbank

## 観光地
- アンボセリ国立公園：アーネスト・ヘミングウェイが「キリマンジャロの雪」を執筆した。
- ニーリ砂漠：キリマンジャロ山によって雨蔭となった。

## 著名人

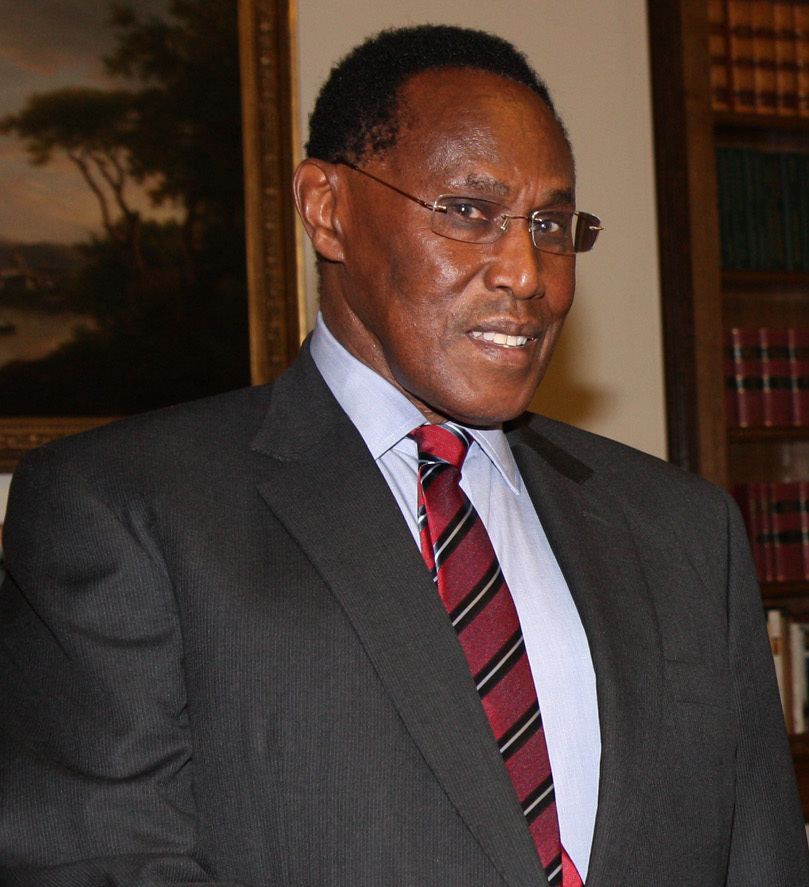
ジョージ・サイトティ

- ジョージ・サイトティ（英語版）(George Saitoti)
  - 1945年8月3日～2012年6月10日
  - ケニアの副大統領(1989年5月1日～2002年8月30日)
  - en:2012 Kenya Police helicopter crashで死亡した。

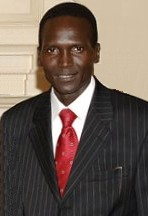
ポール・テルガト

- ポール・テルガト(Paul Kibii Tergat)
  - 1969年6月17日～
  - ケニア代表の男子長距離・マラソン選手
    - 1995年：世界陸上1995 1万m走銅メダル(スウェーデン・イェーテボリ)
    - 1996年：アトランタ五輪1996 1万m走銀メダル(アメリカ合衆国・アトランタ)
    - 1997年：世界陸上1997 1万m走銀メダル(ギリシャ・アテネ)
    - 1999年：世界陸上1999 1万m走銀メダル(スペイン・セビリア)
    - 2000年：シドニー五輪2000 1万m走銀メダル(オーストラリア・シドニー)

- ペリス・トビコ（英語版）(Peris Tobiko)
  - 2013年に、マサイ人女性として初めて国会議員になった。